# Jerdonia
Jerdonia je monotipski rod Gesnerijevki smješten u vlastiti podtribusu Jerdoniinae, dio tribusa Trichosporeae. Jedina vrsta je J. indica, indijski endem iz država Karnataka, Kerala i Tamil Nadu. 

## Etimologija
Rod je nazvan po glavnom kirurgu  iz indijske vojske, zoologu i botaničaru T.C. Jerdonu, eminentnom ornitologu. 

## Opis
Vrsta je raširena po Zapadnim Gatima, po tropskim zimzelenim šumama. Broj kromosoma: nepoznat